# Vector de expresión

Un vector de expresión bacteriano para expresar la proteína verde fluorescente del promotor T7.

Un vector de expresión, también conocido como constructo de expresión, suele ser un plásmido o virus diseñado para la expresión de genes en las células. El vector se utiliza para introducir un gen específico en una célula diana, y puede comandar el mecanismo de la célula para la síntesis de proteínas para producir la proteína codificada por el gen. Los vectores de expresión son las herramientas básicas de la biotecnología para la producción de proteínas.
El vector está diseñado para contener secuencias reguladoras que actúan como regiones potenciadoras y promotoras y conducen a la transcripción eficiente del gen portado en el vector de expresión. El objetivo de un vector de expresión bien diseñado es la producción eficiente de proteínas, y esto puede lograrse mediante la producción de una cantidad significativa de ARN mensajero estable, que luego puede traducirse en proteínas. La expresión de una proteína puede estar estrechamente controlada, y la proteína sólo se produce en cantidad significativa cuando es necesario mediante el uso de un inductor; en algunos sistemas, sin embargo, la proteína puede expresarse de forma constitutiva. La Escherichia coli se utiliza habitualmente como huésped para la producción de proteínas, pero también se pueden utilizar otros tipos de células. Un ejemplo del uso del vector de expresión es la producción de insulina, que se utiliza para los tratamientos médicos de la diabetes. 

## Elementos
Un vector de expresión tiene características que puede tener cualquier vector, como un origen de replicación, un marcador seleccionable y un sitio adecuado para la inserción de un gen como el sitio de clonación múltiple. El gen clonado puede transferirse de un vector de clonación especializado a un vector de expresión, aunque es posible clonar directamente en un vector de expresión. El proceso de clonación se realiza normalmente en Escherichia coli. Los vectores utilizados para la producción de proteínas en organismos distintos de E. coli pueden tener, además de un origen de replicación adecuado para su propagación en E. coli, elementos que les permitan mantenerse en otro organismo, y estos vectores se denominan vectores lanzadera.

### Elementos de expresión
Un vector de expresión debe tener los elementos necesarios para la expresión del gen. Estos pueden incluir un promotor, la secuencia correcta de iniciación de la traducción, como un sitio de unión ribosomal y un codón de inicio, un codón de terminación y una secuencia de terminación de la transcripción. Existen diferencias en la maquinaria para la síntesis de proteínas entre procariotas y eucariotas, por lo que los vectores de expresión deben tener los elementos de expresión adecuados para el huésped elegido. Por ejemplo, los vectores de expresión de procariotas tendrían una secuencia Shine-Dalgarno en su sitio de iniciación de la traducción para la unión de los ribosomas, mientras que los vectores de expresión de eucariotas contendrían la secuencia consenso Kozak.
El promotor inicia la transcripción y, por tanto, es el punto de control de la expresión del gen clonado. Los promotores utilizados en el vector de expresión normalmente son inducibles, lo que significa que la síntesis de proteínas solo se inicia cuando se requiere mediante la introducción de un inductor como IPTG . Sin embargo, la expresión génica también puede ser constitutiva (es decir, la proteína se expresa constantemente) en algunos vectores de expresión. Puede producirse un bajo nivel de síntesis de proteínas constitutivas incluso en vectores de expresión con promotores estrictamente controlados.

### Etiquetas de proteínas
Tras la expresión del producto génico, puede ser necesario purificar la proteína expresada; sin embargo, separar la proteína de interés de la gran mayoría de las proteínas de la célula huésped puede ser un proceso prolongado. Para facilitar este proceso de purificación, se puede añadir una etiqueta de purificación al gen clonado. Esta etiqueta puede ser una etiqueta de histidina (His), otros péptidos marcadores o un socio de fusión como la glutatión S-transferasa o la proteína de unión a maltosa. Algunos de estos socios de fusión también pueden ayudar a aumentar la solubilidad de algunas proteínas expresadas. Otras proteínas de fusión, como la proteína verde fluorescente, pueden actuar como gen informador para la identificación de genes clonados con éxito, o pueden utilizarse para estudiar la expresión de proteínas en la obtención de imágenes celulares.

### Otros
El vector de expresión se transforma o transfecta en la célula huésped para la síntesis de proteínas. Algunos vectores de expresión pueden tener elementos para la transformación o la inserción de ADN en el cromosoma del huésped, por ejemplo, los genes vir para la transformación de plantas y sitios de integrasa para la integración cromosómica.
Algunos vectores pueden incluir una secuencia de dirección que puede dirigir la proteína expresada a una ubicación específica, como el espacio periplásmico de las bacterias.

## Sistemas de expresión / producción
Se pueden utilizar diferentes organismos para expresar la proteína objetivo de un gen, por lo que el vector de expresión utilizado tendrá elementos específicos para su uso en el organismo concreto. El organismo más utilizado para la producción de proteínas es la bacteria Escherichia coli. Sin embargo, no todas las proteínas pueden expresarse con éxito en E. coli, o expresarse con la forma correcta de modificaciones postraduccionales, como las glucosilaciones, y por lo tanto pueden utilizarse otros sistemas.

### Bacteriano

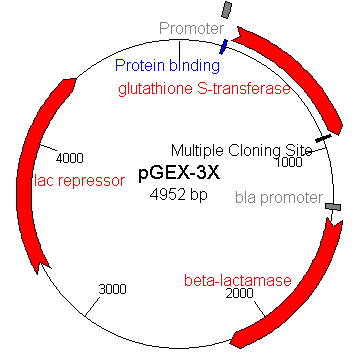
Un ejemplo de vector de expresión bacteriano es el plásmido pGEX-3x

El huésped de expresión de elección para la expresión de muchas proteínas es Escherichia coli, ya que la producción de proteína heteróloga en E. coli es relativamente simple y conveniente, además de rápida y barata. También hay disponible una gran cantidad de plásmidos de expresión de E. coli para una amplia variedad de necesidades. Otras bacterias utilizadas para la producción de proteínas son el Bacillus subtilis
La mayoría de las proteínas heterólogas se expresan en el citoplasma de E. coli. Sin embargo, no todas las proteínas formadas pueden ser solubles en el citoplasma, y las proteínas incorrectamente plegadas que se forman en el citoplasma pueden formar agregados insolubles llamados cuerpos de inclusión. Estas proteínas insolubles requerirán un nuevo plegado, lo que puede ser un proceso complicado y no necesariamente producir un alto rendimiento. Las proteínas que tienen enlaces disulfuro a menudo no pueden plegarse correctamente debido al entorno reductor del citoplasma, que impide la formación de dichos enlaces, y una posible solución es dirigir la proteína al espacio periplásmico mediante el uso de una secuencia señal N-terminal. Otra posibilidad es manipular el entorno redox del citoplasma. También se están desarrollando otros sistemas más sofisticados, que podrían permitir la expresión de proteínas que antes se consideraban imposibles en E. coli, como las proteínas glicosiladas.
Los promotores utilizados para estos vectores suelen basarse en el promotor del operón lac o en el promotor T7, y normalmente están regulados por el operador lac. Estos promotores también pueden ser híbridos de diferentes promotores, por ejemplo, el promotor tac es un híbrido de los promotores trp y lac. Hay que tener en cuenta que la mayoría de los promotores lac o derivados de lac utilizados se basan en el mutante lacUV5, que es insensible a la represión por catabolitos. Este mutante permite la expresión de la proteína bajo el control del promotor lac cuando el medio de crecimiento contiene glucosa, ya que la glucosa inhibiría la expresión del gen si se utiliza el promotor lac de tipo salvaje. No obstante, la presencia de glucosa puede servir para reducir la expresión de fondo mediante una inhibición residual en algunos sistemas.
Ejemplos de vectores de expresión de E. coli son la serie pGEX de vectores donde la glutatión S-transferasa se usa como socio de fusión y la expresión génica está bajo el control del promotor tac, y la serie pET de vectores que utilizan un promotor T7.
Es posible expresar simultáneamente dos o más proteínas diferentes en E. coli utilizando diferentes plásmidos. Sin embargo, cuando se utilizan dos o más plásmidos, cada uno de ellos debe utilizar una selección de antibióticos diferente, así como un origen de replicación distinto, ya que de lo contrario uno de los plásmidos podría no mantenerse de forma estable. Muchos de los plásmidos utilizados habitualmente se basan en el replicón ColE1 y, por lo tanto, son incompatibles entre sí; para que un plásmido basado en ColE1 coexista con otro en la misma célula, el otro tendría que ser de un replicón diferente, por ejemplo, un plásmido basado en el replicón p15A, como la serie de plásmidos pACYC. Otro enfoque sería utilizar un único vector de dos cistrones o diseñar las secuencias codificadoras en tándem como una construcción bi o policistrónica.

### Levadura
Una levadura comúnmente utilizada para la producción de proteínas es Pichia pastoris. Ejemplos de vectores de expresión de levadura en Pichia son la serie de vectores pPIC, y estos vectores utilizan el promotor AOX1 que es inducible con metanol. Los plásmidos pueden contener elementos para la inserción de ADN extraño en el genoma de la levadura y la secuencia de señales para la secreción de la proteína expresada. Las proteínas con enlaces disulfuro y glicosilación pueden producirse eficazmente en la levadura. Otra levadura utilizada para la producción de proteínas es Kluyveromyces lactis y el gen se expresa, impulsado por una variante del promotor fuerte de la lactasa LAC4.
Saccharomyces cerevisiae se utiliza especialmente para los estudios de expresión génica en la levadura, por ejemplo en el sistema de dos híbridos de levadura para el estudio de la interacción proteína-proteína. Los vectores utilizados en el sistema de hibridación en dos levaduras contienen socios de fusión para dos genes clonados que permiten la transcripción de un gen reportero cuando hay interacción entre las dos proteínas expresadas a partir de los genes clonados.

### Baculovirus
En este sistema se utiliza como vector de expresión el baculovirus, un virus con forma de vara que infecta a las células de los insectos. Se utilizan como huéspedes líneas celulares de insectos derivados de lepidópteros (polillas y mariposas), como Spodoptera frugiperda. Una línea celular derivada de la oruga de la col es de especial interés, ya que se ha desarrollado para crecer rápidamente y sin el costoso suero que normalmente se necesita para impulsar el crecimiento celular. El vector lanzadera se llama bacmid, y la expresión del gen está bajo el control de un fuerte promotor pPolh. El baculovirus también se ha utilizado con líneas celulares de mamíferos en el sistema BacMam.
El baculovirus se usa normalmente para la producción de glicoproteínas, aunque las glicosilaciones pueden ser diferentes de las que se encuentran en los vertebrados. En general, es más seguro de usar que el virus de los mamíferos, ya que tiene un rango de hospedadores limitado y no infecta a los vertebrados sin modificaciones.

### Plantas
Muchos vectores de expresión de plantas se basan en el plásmido Ti de Agrobacterium tumefaciens. En estos vectores de expresión, el ADN que se va a insertar en la planta se clona en el ADN-T, un tramo de ADN flanqueado por una secuencia de repetición directa de 25 pb en cada extremo, y que puede integrarse en el genoma de la planta. El ADN-T también contiene el marcador seleccionable. El Agrobacterium proporciona un mecanismo para la transformación e integración en el genoma de la planta, y los promotores de sus genes vir también pueden utilizarse para los genes clonados. Sin embargo, la preocupación por la transferencia de material genético bacteriano o vírico a la planta ha llevado al desarrollo de vectores denominados vectores intragénicos, en los que se utilizan equivalentes funcionales del genoma de la planta para que no haya transferencia de material genético de una especie foránea a la planta.
Se pueden utilizar virus vegetales como vectores, ya que el método de Agrobacterium no funciona para todas las plantas. Ejemplos de virus vegetales utilizados son el virus del mosaico del tabaco (VMT), el virus X de la patata y el virus del mosaico del caupí. La proteína puede expresarse como una fusión con la proteína de la cubierta del virus y se muestra en la superficie de las partículas virales ensambladas, o como una proteína sin fusionar que se acumula dentro de la planta. La expresión en la planta utilizando vectores vegetales suele ser constitutiva, y un promotor constitutivo comúnmente utilizado en los vectores de expresión vegetal es el promotor 35S del virus del mosaico de la coliflor (CaMV).

### Mamíferos
Los vectores de expresión de mamíferos ofrecen ventajas considerables para la expresión de proteínas de mamíferos con respecto a los sistemas de expresión bacterianos: plegamiento correcto, modificaciones postraduccionales y actividad enzimática relevante. También puede ser más deseable que otros sistemas eucariotas no mamíferos, en los que las proteínas expresadas pueden no contener las glicosilaciones correctas. Resulta especialmente útil para producir proteínas asociadas a la membrana que requieren chaperonas para su correcto plegado y estabilidad y que contienen numerosas modificaciones postraduccionales. El inconveniente, sin embargo, es el bajo rendimiento del producto en comparación con los vectores procariotas, así como la naturaleza costosa de las técnicas implicadas. Su complicada tecnología y la posible contaminación con virus animales de expresión de células de mamíferos también han limitado su uso en la producción industrial a gran escala.
Para la producción de proteínas pueden utilizarse líneas celulares de mamíferos cultivados, como el ovario de hámster chino (CHO), COS, e incluso líneas celulares humanas como HEK y HeLa. Los vectores se transfectan en las células y el ADN puede integrarse en el genoma por recombinación homóloga en el caso de la transfección estable, o las células pueden transfectarse transitoriamente. Entre los ejemplos de vectores de expresión de mamíferos se encuentran los vectores adenovirales, las series pSV y pCMV de vectores plasmídicos, los vectores vaccinia y retroviral, así como el baculovirus. Los promotores del citomegalovirus (CMV) y del SV40 se utilizan habitualmente en los vectores de expresión de mamíferos para impulsar la expresión de genes. También se conocen promotores no virales, como el promotor del factor de elongación (EF)-1.

### Sistemas sin células
En este método in vitro de producción de proteínas se utiliza un lisado celular de E. coli que contiene los componentes celulares necesarios para la transcripción y la traducción. La ventaja de este sistema es que las proteínas pueden producirse mucho más rápido que las producidas in vivo, ya que no requiere tiempo para cultivar las células, pero también es más caro. Los vectores utilizados para la expresión de E. coli pueden utilizarse en este sistema, aunque también existen vectores específicamente diseñados para este sistema. Los extractos de células eucariotas también pueden utilizarse en otros sistemas libres de células, por ejemplo, los sistemas de expresión libres de células de germen de trigo. También se han producido sistemas libres de células de mamíferos

## Aplicaciones

### Uso en laboratorio
El vector de expresión en un huésped de expresión es ahora el método habitual utilizado en los laboratorios para producir proteínas para la investigación. La mayoría de las proteínas se producen en E. coli, pero para las proteínas glicosiladas y las que tienen enlaces disulfuro pueden utilizarse sistemas de levadura, baculovirus y mamíferos.

### Producción de productos farmacéuticos de péptidos y proteínas
En la actualidad, la mayoría de los productos farmacéuticos proteicos se producen mediante la tecnología del ADN recombinante utilizando vectores de expresión. Estos péptidos y proteínas farmacéuticas pueden ser hormonas, vacunas, antibióticos, anticuerpos y enzimas. La primera proteína humana recombinante utilizada para el tratamiento de enfermedades, la insulina, se introdujo en 1982. La biotecnología permite producir en gran cantidad estos productos farmacéuticos peptídicos y proteicos, algunos de los cuales eran antes raros o difíciles de obtener. También reduce los riesgos de contaminantes, como los virus del huésped, las toxinas y los priones. Algunos ejemplos del pasado son la contaminación por priones en la hormona del crecimiento extraída de las glándulas pituitarias recogidas de cadáveres humanos, que causó la enfermedad de Creutzfeldt-Jakob en pacientes que recibían tratamiento para el enanismo, y los contaminantes virales en el factor de coagulación VIII aislado de la sangre humana que dieron lugar a la transmisión de enfermedades virales como la hepatitis y el SIDA. Este riesgo se reduce o desaparece por completo cuando las proteínas se producen en células de huéspedes no humanos.

### Plantas y animales transgénicos
En los últimos años, los vectores de expresión se han utilizado para introducir genes específicos en plantas y animales con el fin de producir organismos transgénicos, por ejemplo en la agricultura se utiliza para producir plantas transgénicas. Los vectores de expresión se han utilizado para introducir un precursor de la vitamina A, el betacaroteno, en plantas de arroz. Este producto se llama arroz dorado. Este proceso también se ha utilizado para introducir en las plantas un gen que produce un insecticida, llamado toxina Bacillus thuringiensis o toxina Bt, que reduce la necesidad de que los agricultores apliquen insecticidas, ya que es producido por el organismo modificado. Además, los vectores de expresión se utilizan para prolongar la madurez de los tomates alterando la planta para que produzca menos cantidad de la sustancia química que hace que los tomates se pudran. El uso de vectores de expresión para modificar los cultivos ha sido objeto de controversia debido a que podría haber riesgos desconocidos para la salud, a la posibilidad de que las empresas patenten determinados cultivos alimentarios modificados genéticamente y a las preocupaciones éticas. Sin embargo, esta técnica se sigue utilizando y se investiga mucho.
También se han producido animales transgénicos para estudiar procesos bioquímicos animales y enfermedades humanas, o se han utilizado para producir productos farmacéuticos y otras proteínas. También pueden ser modificados para que tengan rasgos ventajosos o útiles. A veces se utiliza la proteína verde fluorescente como etiqueta, lo que da lugar a animales que pueden ser fluorescentes, y esto se ha explotado comercialmente para producir el GloFish fluorescente.

### Terapia génica
La terapia génica es un tratamiento prometedor para una serie de enfermedades en las que se inserta en el genoma un gen "normal" portado por el vector, para sustituir un gen "anormal" o complementar la expresión de un gen concreto. Por lo general, se utilizan vectores virales, pero se están desarrollando otros métodos de administración no virales. El tratamiento sigue siendo una opción arriesgada debido a que el vector viral utilizado puede causar efectos nocivos, por ejemplo, dar lugar a una mutación de inserción que puede provocar cáncer. Sin embargo, se han obtenido resultados prometedores.